# Бижанов, Фрунзе Бижанович
Фрунзе Бижанович Бижанов (18 июня 1932, колхоз им. Кирова, Кипчакский район, Каракалпакстан — 18 апреля 1999, Алматы) — советский и казахский учёный; изобретатель; доктор химических наук (1977); профессор (1981), ветеран труда (1984).
На протяжении 25 лет — заведующий лабораторией катализного синтеза Института органического катализа и электрохимии;
Заслуженный деятель науки РК (1991).

## Биография
Окончил КазГУ (1955), аспирантуру (1961).
1955—1958 г.г. — Преподаватель химии и физики средней школы и Сельхозтехникума Кипчакского района ККАССР.
В 1962 году защитил кандидатскую диссертацию по теме «Гидрирование фталонитрилов на скелетном кобальтовом катализаторе». В 1962—1969 — заведующий лабораторией Казахского химико-технологического института (г. Шымкент).
1963—1969 г. г. — Член Ученого Совета КазХТИ (г. Шымкент).
С 1969 года, в связи с основанием нового НИИ при Академии Наук КазССР — Института органического катализа и электрохимии, принял приглашение переехать в столицу, в новый институт, со званием старшего научного сотрудника. В 1971 организовал здесь лабораторию катализного синтеза. С 1972 до выхода на пенсию — заведующий этой лабораторией. В 1976, на основе своих изысканий, защитил докторскую диссертацию по теме «Исследование процесса гидрирования на никелевых катализаторах под давлением»
Автор нескольких патентов. Научные работы посвящены, в основном, катализному синтезу тонких органических соединений. См., к примеру, книгу Н. Ф. Шуматева, Ф. Б. Бижанов «Получение кондитерских жиров, аналогов и заменителей масла какао» (Алма-Ата, 1986).

### Семья
Супруга Бижан Нагима Бахитовна (24 апреля 1937, г. Исык, Алматинская область — 4 сентября 2023, Алматы).
Сын Бижанов Нурбол Фрунзеевич, дочь Бижанова Сауле Фрунзеевна.